# Mushi mushi
Mushi Mushi je prva pesniška zbirka Milana Dekleve in hkrati prva slovenska zbirka haikujev. Izdana je bila leta 1971. Mushi mushi v japonščini pomeni toplo, vlažno. Zbirka je razdeljena na tri poglavja: Glasba, Ljubezen in Svet. Haiku je najkrajša japonska kitična oblika iz treh vrstic, po 5, 7 in 5 zlogov, ki po navadi vsebuje en sam vtis iz narave, podobo ali miselni utrinek.
V Deklevovi zbirki so zelo pomembne tudi nadjezikovne prvine, likovno-vizualna oblikovanost besedil ter črno-bele impresionistične fotografije, ki smiselno dopolnjujejo zreducirana besedila. Pesmi so sicer kratke, vendar nabite s čustvi.

## Analiza
V pesmih je pesnik uporabil različne retorične figure, ki si jih lahko vsak razlaga malo drugače. Uporabil je metafore (primer: Od kdaj ptice padajo-metafora za svobodo, za propadle ideje, za nek občutek ujetosti), metonimijo (primer: drseča igla-metonimija za gramofon, poosebitev oz. personifikacijo (primer:drseča igla rešuje v kleti šum), asonanco - kadar se ponavljajo vokali.

## Vsebina
Pesniška zbirka je razdeljena na tri dele: glasba, ljubezen, svet. Pesmi govorijo o stanjih samih, ne da se jih opisati, govorijo o trenutnih občutjih, stanjih. Imajo lirično vsebino oziroma eksistencialno tematiko. Vsako poglavje vsebuje 17 haikujev, ki se nanašajo na naslove poglavij. V prvem poglavju je glasbena tematika, v drugem ljubezenska, tretja tematika pa je svet.